# Gorch Fock
Gorch Fock – nazwa niemieckich żaglowców szkolnych, na cześć niemieckiego poety i pisarza marynisty Johanna Kinau (1880–1916), publikującego pod pseudonimem literackim Gorch Fock.

## Gorch Fock
SV Gorch Fock – żaglowiec, trzymasztowy bark. Długość kadłuba 73,6 m, na linii wodnej 62 m, szerokość kadłuba 12 m. Wyporność standardowa 1354 ton, maks. 1545 ton. Powierzchnia żagli – 1797 m², silnik pomocniczy o mocy 360 KM (264 kW).

### Historia i rejsy
Zbudowany został w 1933 w stoczni Blohm und Voss w Hamburgu i wszedł do służby jako żaglowiec szkolny niemieckiej marynarki wojennej Kriegsmarine. Został zatopiony przez własną załogę 1 maja 1945 r. w Stralsundzie. Podniesiony w 1947 r., został przekazany marynarce ZSRR jako zdobycz wojenna i otrzymał nazwę Товарищ (Towariszcz). Po remoncie zwiększono mu powierzchnię żagli do 1900 m² i zainstalowano silnik większej mocy (520 KM).
W 1951 ponownie wszedł do służby jako żaglowiec szkolny, jego portem macierzystym była Odessa. Towariszcz uczestniczył w licznych regatach wielkich żaglowców. W roku 1974 statek uczestniczył w „Operacji Żagiel”, której jednym z portów etapowych była Gdynia. W tym samym czasie do portu gdyńskiego zawinął również Gorch Fock II. Gorch Fock odniósł wtedy zwycięstwo w regatach.
Po rozpadzie ZSRR do 1993 jako Towariszcz pływał pod banderą handlową Ukrainy, jego portem macierzystym był Chersoń nad Dnieprem. Ponieważ stan żaglowca się pogarszał, nieremontowany z braku funduszy, w 1995 popłynął do Anglii (Newcastle upon Tyne), gdzie miał być wyremontowany z prywatnych funduszy. Z powodów finansowych do tego nie doszło.
W 1999 roku przepłynął do Niemiec – do Wilhelmshaven, gdzie został zakupiony przez stowarzyszenie Tall-Ship Friends Deutschland. W 2003 został przetransportowany do Stralsundu, który stał się jego portem macierzystym, a 29 listopada 2003 żaglowiec ponownie został przemianowany na Gorch Fock. Następnie został statkiem-muzeum.

### Jednostki podobnego typu

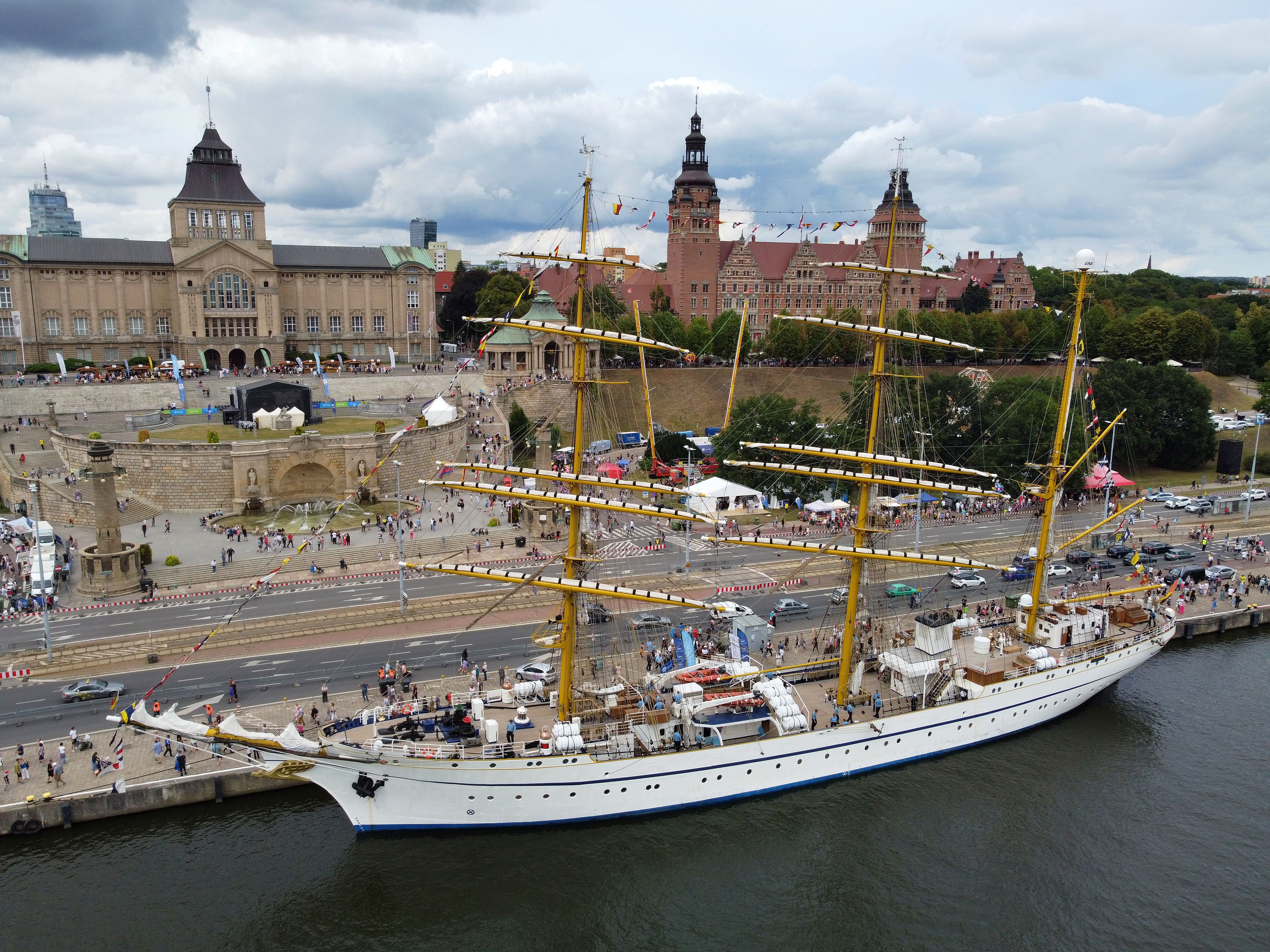
Gorch Fock II przy Wałach Chrobrego w Szczecinie (2022 r.)

Trzy podobnego typu, lecz nieco większe jednostki, zbudowane w Hamburgu w latach 1935–1938 również pływają do dziś:
- USCGC „Eagle” (WIX-327) – okręt szkolny amerykańskiej straży przybrzeżnej (ex Horst Wessel), bandera USA;
- „Sagres III” – żaglowiec (ex Albert Leo Schlageter), bandera Portugalii;
- „Mircea”– okręt szkolny, bandera Rumunii.

Wersję rozwojową tej linii żaglowców niemieckich stanowi również nowy Gorch Fock II.

## Gorch Fock II
STS Gorch Fock II – Żaglowiec szkolny, trzymasztowy bark. Długość kadłuba 81,44 m, wraz z bukszprytem 89,32 m, na linii wodnej 70,2 m. Szerokość kadłuba 12 m. Wyporność standard 1819 ton, maks. 2005 ton. Powierzchnia żagli – do 1952 m². Silnik pomocniczy o mocy 1659 KM (1220 kW). Prędkość pod żaglami – 13–15 w. Obecnie załoga stała liczy 67 członków oraz 200 uczniów.

### Historia i rejsy
Zbudowany w 1958 według zmodyfikowanych planów pierwszego „Gorcha Focka”, służy wciąż jako żaglowiec szkolny niemieckiej marynarki wojennej (Bundesmarine). W regatach olimpijskich w sierpniu 1972 roku uległ o 5 minut na mecie w pobliżu latarniowca „Skagen” polskiej fregacie „Dar Pomorza”. Był pierwszym niemieckim (RFN) okrętem wojennym, który po II wojnie światowej złożył wizytę w polskim porcie (1974, Gdynia). Do 2001 roku przepłynął 550 000 mil morskich. Jest szybkim żaglowcem – wygrywa wiele prestiżowych regat (Tall Ships’ Races). „Gorch Fock II” jest jedynym okrętem Bundesmarine, jaki odbył dwie podróże dookoła świata. Druga podróż miała miejsce w latach 1996–1997 i była najdłuższą podróżą niemieckiego okrętu wojennego po II wojnie światowej (informacja ze strony internetowej okrętu).
Do 1990 r. figurował nawet na banknocie o nominale 10 marek, czym uhonorowano fakt, że na jego pokładzie szkoliło się kilka pokoleń marynarzy. Po 2010 r. ze względu na pogarszający się stan, rzadko eksploatowany. Remont jednostki zaczął się w 2016 r. i zakończył się w 2021 roku; kosztował 135 mln € wobec początkowo zakładanych 10 mln.